# Mangora strenua
Mangora strenua là một loài nhện trong họ Araneidae.
Loài này thuộc chi Mangora. Mangora strenua được Eugen von Keyserling miêu tả năm 1893.